# 제25회 미국 감독 조합상
제25회 미국 감독 조합상은 1972년 뛰어난 활동을 보인 영화 감독을 기리기 위해 1973년 3월에 열린 시상식이다. 뉴욕, Waldorf-Astoria Hotel에서 개최되었다.

## 수상 및 후보

### 감독상(영화부문)
- 대부 - 프란시스 포드 코폴라 수상

### 감독상(다큐멘터리부문)
- Aram Boyajian 수상

### 공로상
- 데이빗 린 수상
- 윌리엄 웰먼 수상

### 명예상
- 데이빗 린 수상